# Espaço Oscar Niemeyer
O Espaço Oscar Niemeyer (EON) é um instituição localizado em Brasília, dedicada a preservação da memória do arquiteto Oscar Niemeyer. Também é um espaço cultural que sedia exposições e seminários. 
O EON abriga dois edifícios com área total de 432 m², sendo administrado desde 2015 pela Secretaria de Estado de Cultura e Economia Criativa do Distrito Federal. Fica na N1, no Eixo Monumental, em meio ao Bosque dos Constituintes, e apesar de afastado, faz parte do complexo da Praça dos Três Poderes.

## Historia

O espaço é uma homenagem a Niemeyer, que o projetou.

Projetado pelo próprio Oscar Niemeyer, foi inaugurado em 1988. Em 1989, o EON foi tombado como "patrimônio material" pelo IPHAN, e a nível distrital, pelo Subsecretaria do Patrimônio Cultural (SUPAC)/SEC do governo do DF.
Em 2014, foi fechado devido a problemas de manutenção e reaberto oficialmente em 24 de agosto de 2019, após passar por uma reforma estrutural.

## Características
O espaço é uma composição formada por dois volumes baixos brancos interligados. O volume principal tem uma planta circular, que é em parte abraçado pelo outro volume curvo, anexo. O círculo do volume circular tem quarenta metros de diâmetro. Tem iluminação - por cima - e conta com banheiros que ficam no volume curvo anexo. Os edifícios são pintados de branco e tem estrutura em concreto.
Integra o complexo arquitetônico e cultural da Praça dos Três Poderes.

## Exposições
Em 2019 o espaço foi reinaugurado com a exposição do artista goiano Siron Franco, sob a curadoria de Charles Cosac, com a apresentação do quinteto feminino da Orquestra Sinfônica do Teatro Nacional. Logo após, recebeu a exposição "Bio o quê", com curadoria de Wagner Barja e Gilberto Lacerda Santos. 